# タラスコ語
タラスコ語（タラスコご、英: Tarascan）あるいはプレペチャ語（プレペチャご、P'urhépecha）とは、メキシコのミチョアカン州、パツクァロおよびその周辺で暮らす先住民（インディヘナ）、タラスコ族の言語である。

## 分類
ISO 639-3による分類ではPurepechaとWestern Highland Purepechaの二種類の言語があり、この二者が「タラスコ語族」を形成するとしている。しかし、一方では両者を一つの言語と見る向きもあり、この場合は「孤立した言語」という扱いとなる。また、ジョーゼフ・グリーンバーグは1987年の著作においてクイトラテック語やシンカ語族、レンカ語族といった現在は死語となっている諸々の言語と共にタラスコ語を「チブチャ・パエス語族」という一つの括りに分類するも、現在広く認められている説であるとは言い難い。

## 歴史
タラスコ語の辞書は、少なくとも二種類が知られている。一つはフランス出身のフランシスコ会会士マトゥリノ・ヒルベルティの手により1559年に出版されたDiccionario de la lengua Tarasca ó de Michoacánで、もう一つはパブロ・ベラスケス・ガリャルド（Pablo Velásquez Gallardo）の手によるDiccionario de la lengua phorhepecha: Español-Phorhépecha, Phorhépecha-Español（1978年）である。

### 地名に関して
グアナフアトやケレタロといった地名の語源はタラスコ語によって解釈する事が可能である。例えば、前者はkuanhasï 〈カエル〉とjuáta 〈山〉の合成語で〈カエルがいる山がちな場所〉と解釈する事ができ、また後者はk'éri 〈大きな〉とireta 〈集落〉に〈場所〉を表す接尾辞-rhuを足し合わせK'erietarho 〈大きな集落に〉、もしくはkérenda 〈岩〉と-rhuでKérendarho 〈岩場に〉等と解する事ができる。

## 音声

### 子音
子音には帯気音とそうではない音との区別が存在する。また、有声音は基本的に鼻音の後にしか現れない。
語例：
- katamba[5] 〈言葉〉
- auanda 〈空〉
- xungapeti[7][8] 〈黄色〉または〈緑〉

### 母音
基本的な母音は[a]、[e]、[i]、[ɨ]、[o]、[u]の六種類である。このうち[ɨ]（非円唇中舌狭母音）は[s]や[t͡s]の後に現れる傾向が強い。
語例：
- sïkuapu[5] 〈クモ〉
- sïranda[5] 〈紙〉； 〈書〉
- itsï 〈水〉
- tsïtsïki 〈花〉
- tsïtsïsï 〈スズメバチ〉

## 表記体系
タラスコ語の表記はラテン文字によってなされる。ただし、16世紀のヒルベルティの辞書と20世紀以降とでは表記の内容に差が見られる。たとえば、〈手〉を表す言葉はヒルベルティの辞書においてはスペイン語の正書法に則りhahquiと表されているが、2007年の語彙集においてはjájkiと表されている。また、ヒルベルティの辞書においては20世紀以降のタラスコ語で確認されている帯気音と非帯気音の区別が不明瞭である場合がある（語例: pireni → pirèni 〈歌う〉の語頭の非帯気音/p/に対するpatamu → p'atamu 〈葦〉の語頭の帯気音/pʰ/）。

### アルファベット
| 表記 | 表記 | 表記 | 表記 | 表記 | 表記 | 表記 | 表記 | 表記 | 表記 | 表記 | 表記 | 表記 | 表記 | 表記 | 表記 | 表記 | 表記 | 表記 | 表記 | 表記 | 表記 | 表記 | 表記 | 表記 | 表記 | 表記 |
| ---- | ---- | ---- | ---- | ---- | ---- | ---- | ---- | ---- | ---- | ---- | ---- | ---- | ---- | ---- | ---- | ---- | ---- | ---- | ---- | ---- | ---- | ---- | ---- | ---- | ---- | ---- |
| A    | B    | Ch   | Ch'  | D    | E    | G    | I    | Ï    | J    | K    | K'   | M    | N    | Nh   | O    | P    | P'   | R    | Rh   | S    | T    | T'   | Ts   | Ts'  | U    | X    |
| a    | b    | ch   | ch'  | d    | e    | g    | i    | ï    | j    | k    | k'   | m    | n    | nh   | o    | p    | p'   | r    | rh   | s    | t    | t'   | ts   | ts'  | u    | x    |
| 音価 |      |      |      |      |      |      |      |      |      |      |      |      |      |      |      |      |      |      |      |      |      |      |      |      |      |      |
| a    | b    | t͡ʃ   | t͡ʃʰ  | d    | e    | g    | i/j  | ɨ    | x    | k    | kʰ   | m    | n    | ŋ    | o    | p    | pʰ   | ɾ    | ɽ    | s    | t    | tʰ   | t͡s   | t͡sʰ  | u/w  | ʃ    |

## 文法

### 形態論
全体的に語根に接尾辞がつく語形変化が多い傾向にある。

#### 名詞
名詞の複数形を作る場合には-echaという接尾辞をつける。ただし、語によっては-ichaや-chaとなる場合もある。
- 例: jósku[5] 〈星〉 → jóskuecha 〈いくつもの星〉
tsakapu 〈石〉 → tsakapuechaもしくはtsakapuicha 〈いくつもの石〉
tsïtsïki → tsïtsïkicha 〈花々〉

接尾辞-niを付けると〈…を〉の意となる（印欧語の対格に相当）。
- 例: echeri 〈大地〉 → echerini 〈大地を〉

接尾辞-mpuは〈…を用いて〉という意味を表す（印欧語の具格の一部機能に相当）。ただし、対象となる語にjimbóまたはjimpoという語を後置して同様の意味を表す場合もある。
- 例: tsakapu → tsakapu jimbó 〈石で〉

接尾辞-eriは〈…の〉という意を表す（印欧語の属格に相当）。
- 例: tsakapu → tsakapueri 〈石の〉

また、接尾辞-rhuが付くと、〈…という場所で〉の意味を表す（印欧語の処格に相当）。
- 例: auanda → auandarhu 〈空に〉

#### 動詞
動詞の不定形に相当するものは-niで終わる（例: exeni〈見る〉、pireni〈歌う〉）。

## 言語文化
ピレクア（「歌」の意）という伝承歌が知られている。